# Prospalta metarhoda
Prospalta metarhoda là một loài bướm đêm trong họ Noctuidae.